# Distretto di Yanta
Il distretto di Yanta (雁塔区S, Yàntǎ QūP) è una suddivisione amministrativa della provincia di Shaanxi in Cina ed è gestita dalla giurisdizione della città sottoprovinciale di Xi'an.

## Monumenti e luoghi d'interesse
È all'interno di questo distretto che si trova la famosa Grande Pagoda dell'Oca Selvatica (大雁塔; pinyin: Dàyàn Tǎ) che contribuisce a rendere il distretto un luogo di grande importanza per i buddisti.